# 장우식 (경찰)
장우식(張友植, 일본식 이름: 玉山友彦다마야마 도모히코, 1886년 9월 25일 ~ ?)은 일제강점기의 관료, 금융인, 경찰로, 본관은 인동이며, 본적은 경성부 필운동이다.

## 생애
1899년 7월 관립심상양사동소학교를 졸업했고, 1901년 7월 관립교동고등소학교를 졸업했다. 1901년 7월 관립중학교에 입학했지만, 입학한 지 불과 2개월이 지난 1901년 9월 집안일을 이유로 학교에서 퇴학당하고 만다. 1903년 7월 경무청 경무학교에 입학했으며, 1903년 8월 순검(巡檢)으로 임명되었다.
1906년 4월 권임(權任)으로 임명되었으며, 1906년 8월부터 1907년 4월까지 경무청 총순(總巡)을 역임하는 동안 판임관 7급에 서위되었다. 1910년부터 1919년까지 조선총독부 경무총감부 경부(警部)를 역임했고, 1912년 8월 일본 정부로부터 한국 병합 기념장을 받았다. 1919년 3월 25일부터 1920년 3월 16일까지 조선총독부 경시(警視)와 평안북도 도경시(道警視)를 역임하는 동안 고등관 8등에 서위되었다. 1923년부터 1935년까지 한성은행 문서과장, 한성은행 본점 부지배인, 서대문출장소 주임을 역임했고, 1926년 조선불교단 평의원을 역임했다.
1930년부터 1936년까지 경성상공협회 상담역과 이사를 역임했으며, 1931년 조선경우회(朝鮮警友會) 상임이사를 역임했다. 1935년 경성흥산주식회사 감사를 역임했고, 1935년 7월 31일부터 1943년 9월 30일까지 한성은행 이사를 역임했다. 1937년부터 1939년까지 경성보호관찰소 촉탁보호사를 역임했고, 1938년 10월 국민정신총동원조선연맹 비상시국민생활개선위원회 위원을 역임했다. 1938년 11월 국민정신총동원조선연맹이 조직한 순회강연반(남녀 43인으로 구성됨)에 임명되어 전라북도에 파견되었다. 1939년 조선경방협회 경기지부 평의원, 경성지방법원 인사조정위원회 위원을 역임했으며, 1940년부터 1943년까지 재단법인 동성학원 이사를 역임했다.
1941년부터 1944년까지 국민총력조선연맹 참사와 평의원을 역임했으며, 임전대책협의회 준비위원(1941년), 조선사법보호협회 감사(1941년 9월), 조선임전보국단 발기인과 평의원(1941년 10월)을 역임했다. 1941년 9월 임전대책협의회 채권가두판매대 황금정대에 참여했고, 1943년부터 1944년까지 광택상회 이사를 역임했다. 1943년 10월부터 1945년 광복 때까지 조흥은행 이사를 역임했으며, 1944년 5월 종로세무서에서 소득조사위원으로 근무했다.
친일파 708인 명단의 경시 부문과 기타 부문, 민족문제연구소의 친일인명사전 수록자 명단의 경찰 부문, 친일반민족행위진상규명위원회가 발표한 친일반민족행위 705인 명단에 포함되었다.

## 참고 문헌
- 친일반민족행위진상규명위원회 (2009). 〈장우식〉. 《친일반민족행위진상규명 보고서 Ⅳ-15》. 서울. 491~509쪽.